# Церковь Николы Ратного (Кашира)
Церковь Николы Ратного (также Церковь Троицы Живоначальной) — церковь Каширского благочиния Коломенской епархии Русской православной церкви в городе Кашира Московской области.

## История
Самая старая из сохранившихся церквей Каширы — Троицы Живоначальной, была построена каменной в 1688 году Жданом Скорняком. В 1690 году в ней был устроен придел во имя Святителя Николая Чудотворца, где находилась чтимая икона «Николы Ратного».
В 1801 году стараниями купца Николая Николаевича Жданова, потомка Ждана Скорняка и прихожанина этого храма, отдельно была построена двухъярусная колокольня. Он же начал реконструкцию придела Святителя Николая, который был освящён 10 января 1803 года придел был освящен. А в 1805 году Ждановым был построен правый придел во имя Благовещения Пресвятой Богородицы. Приход Троицкой церкви состоял из деревень Сорокина, Зендикова и Мицкой. Также в приходе находилось двухклассное женское училище.
В 1815 году купчихой Маврой Ждановой путем постепенной замены отдельно стоящих зданий храма был сооружён обновлённый храм, который в народе по чтимой иконе стали называть церковью Николы Ратного. Храмовая трапезная была перестроена в 1846 году, западный притвор возник во второй половине XIX века. Наиболее чтимыми иконами храма были: Святого Николая, Божьей Матери «Утоли моя Печали», великомученика Пантелеймона и Нерукотворенного образа Спасителя. До наших дней дошло кирпичное здание с деталями из белого камня. Одноапсидный двусветный четверик храма увенчан мощной низкой ротондой с плоским куполом и миниатюрным бельведером.
Пережив Октябрьскую революцию, храм был закрыт в советские годы гонения на церковь. Его надвратная колокольня была полностью разобрана в 1930-х годах. Отделка внутреннего интерьера, иконостасы и церковная утварь утрачены. После распада СССР, в 1991 году храм в заброшенном состоянии был передан верующим; началось его восстановление. 21 сентября 2002 года, на Праздник Рождества Пресвятой Богородицы, в храме Николы Ратного состоялась первая Божественная Литургия.
В 2018 году были закончены работы по благоустройству сквера около храма, и при участии местной администрации в сквере была возведена статуя святого преподобного Сергия Радонежского. В настоящее время ведутся восстановительные работы по внутреннему убранству храма. При церкви работает воскресная школа. Настоятелем храма Николы Ратного является протоиерей Александр Яковлевич Гутов.